# ارنی دولین
ارنی دولین (انگلیسی: Ernie Devlin; ۶ مارس ۱۹۲۰ – ۱۹۷۶ (۵۵−۵۶ سال)) بازیکن فوتبال اهل بریتانیا بود.
از باشگاه‌هایی که در آن بازی کرده‌است می‌توان به باشگاه فوتبال گیتزهد، باشگاه فوتبال دارلینگتون، و باشگاه فوتبال وستهام یونایتد اشاره کرد.